# Lima (Oklahoma)
Lima es un pueblo ubicado en el condado de Seminole en el estado estadounidense de Oklahoma. En el año 2010 tenía una población de 	53 habitantes y una densidad poblacional de 44,17 personas por km².

## Geografía
Lima se encuentra ubicado en las coordenadas 35°10′24″N 96°35′54″O / 35.17333, -96.59833 (35.173362, -96.598337).

## Demografía
Según la Oficina del Censo en 2000 los ingresos medios por hogar en la localidad eran de $18,750 y los ingresos medios por familia eran $15,625. Los hombres tenían unos ingresos medios de $23,125 frente a los $14,375 para las mujeres. La renta per cápita para la localidad era de $6,473. Alrededor del 59.7% de la población estaban por debajo del umbral de pobreza.